# Corypha
Corypha là một chi cọ (họ Arecaceae), có nguồn gốc tại Ấn Độ, Đông Dương, Malaysia, Indonesia, Philippines, New Guinea, miền đông bắc Úc (bán đảo Cape York, Queensland).
Đây là những loài cọ lớn, với những lá hình quạt to có cuống dài 2–5 m. Chúng đạt chiều cao 20–40 m và đường kính thân cây 1-2,5 m. Tất cả các loài chỉ ra hoa một lần và chết sau khi tụ quả. Chúng lớn tương đối chậm.

## Các loài
Các loài gồm:
1. Corypha lecomtei Becc. ex Lecomte, 1917 - Thái Lan, Việt Nam, Lào, Campuchia. Cọ lá buôn, cọ lá buông.
2. Corypha microclada Becc., 1921 - Philippines
3. Corypha taliera Roxb., 1820 - Tây Bengal, Bangladesh, Myanmar
4. Corypha umbraculifera L., 1753 - Sri Lanka, miền nam Ấn Độ; Thái Lan, Cambuchia, Myanmar, quần đảo Andaman. Bối diệp tông, bối diệp thụ, bối đa.
5. Corypha utan Lam., 1786 (đồng nghĩa C. elata, C. gebang) - Assam, quần đảo Andaman, Đông Dương, Malaysia, Indonesia, Philippines, New Guinea, Queensland, Lãnh thổ Bắc Úc. Cọ lá buôn cao, cọ lá bối.

## Thư viện ảnh

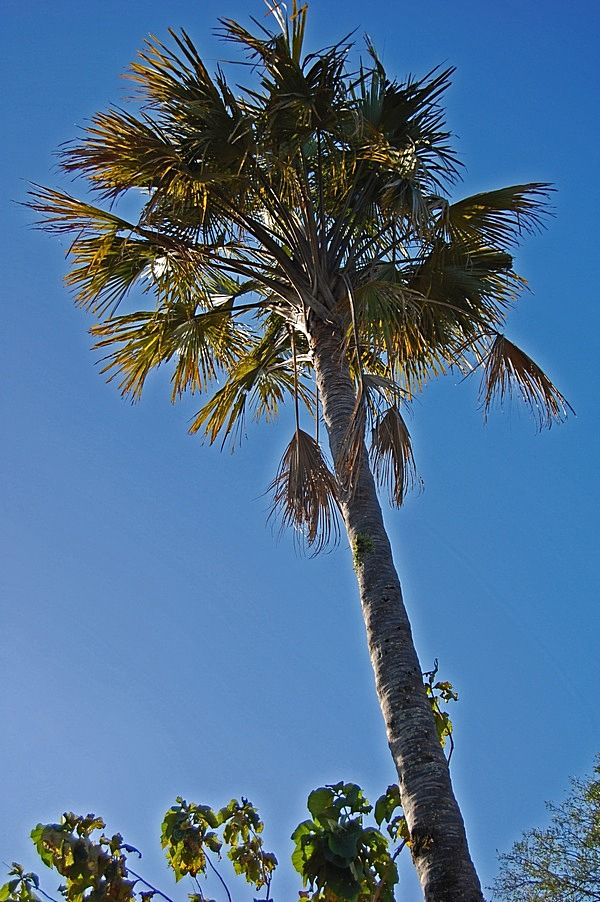
Corypha utan.